# Carnegie Porter

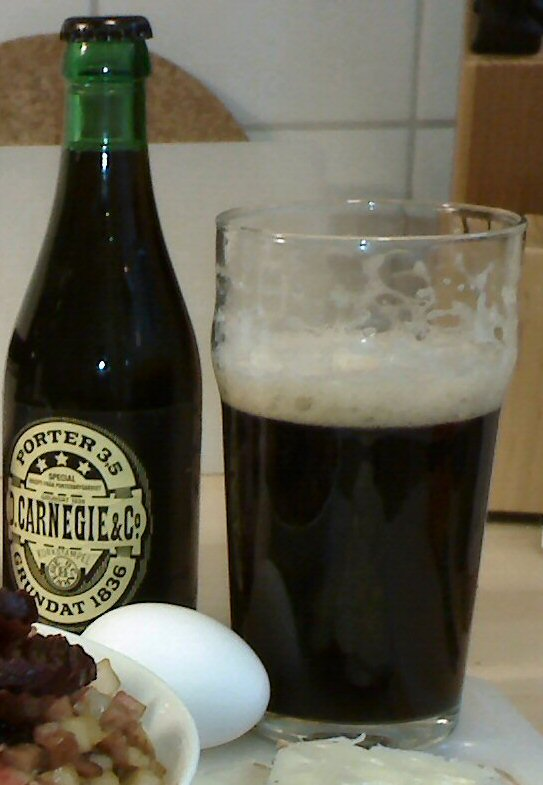
Ett glas Carnegie

Carnegie Porter är en porter med alkoholhalt på 3,5 eller 5,5%. Ölet började bryggas 1836 och är Sveriges äldsta registrerade varumärke som ännu är i bruk. Ölet har en stark rostad chokladton med bitter humlekaraktär samt en del sötma och dricks året om, men vanligast vid juletid. Porterns namn kommer av att den ursprungligen bryggdes av D. Carnegie & Co.

## Lagring
Portern är ett lagringsöl, som förbättras av cirka tio års lagring eller mer. Till skillnad från de flesta ölsorter fortsätter inte jäsningen under lagringen, utan den åldras på samma sätt som vin. Efter cirka två års lagring blir ölet lenare och mer balanserat, men aromen blir fylligare och mer komplex, i likhet med ett väl lagrat Madeiravin.

## Tillverkning
Carnegie Porter består av pilsnermalt (3/4), karamellmalt (1/8) och färgmalt (1/8). Malten blandas och krossas samman, sedan tillsätts vatten. Blandningen värms sedan i en process som kallas mäskning. Tysk humle tillsätts i början av kokningen för att ge ölet dess karaktär. Blandningen, som nu kallas vört, kyls snabbt ned, och en jästkultur tillsätts. Man låter sedan ölet jäsa i två veckor, för att sedan lagra det och ge det karaktär. Efter jäsning och lagring filteras och pastöriseras det innan buteljeringen.
Varumärket ägs av Carlsberg Sverige, som också producerar portern.
Carlsberg har tillsammans med Brooklyn Brewery öppnat bryggeriet Nya Carnegiebryggeriet i Hammarby-området i Stockholm.
Bryggeriet lånar sitt namn från Carnegie, men Carnegie Porter kommer att fortsätta bryggas i Falkenberg.